# 函南のこだま石

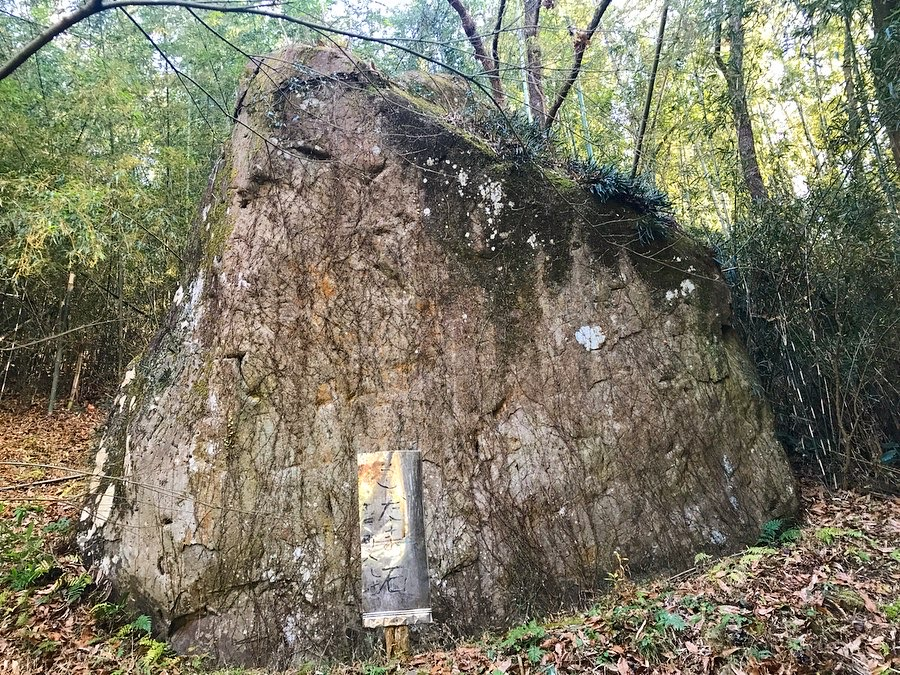
函南町のこだま石

函南のこだま石（かんなみのこだまいし）とは、伊豆七不思議のひとつで、静岡県田方郡函南町平井の山中にある大きな岩にまつわる、江戸時代から伝わる伝説である。

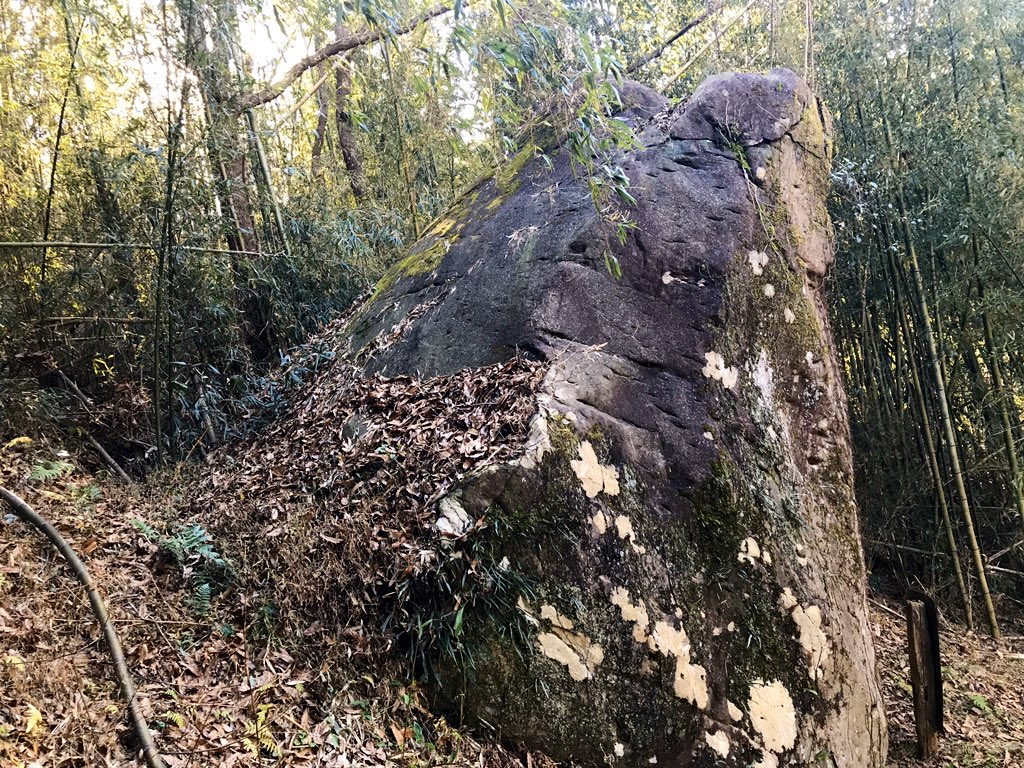
函南町のこだま石

昔、平井の村に、おらくという母親が息子の与一と二人で暮らしていた。夫は戦に駆り出されて行方知れずで大変貧しい暮らしであったが、あるとき村のお寺の和尚の勧めで、峠を越えた熱海の湯治場へ商いに出かけるようになった。峠道の途中に休むのに格好の大きな岩があり、二人はよく一休みしては語らうのだった。
母子の暮らしがようやく楽になりかけた頃、おらくは病を得て帰らぬ人となってしまった。与一は悲しみのあまり、母と共に語らった大岩に向かい、声をかぎりに母を呼び続けたところ、岩の底から「与一よー、与一よー」と懐かしい母の声がこだましてきたという。来る日も来る日も懐かしい母の声を聞きに行く与一に村人は心を打たれ、この岩を「こだま石」と呼ぶようになったという。

## 位置情報
- 北緯35度05分29.584秒 東経139度00分06.702秒 / 北緯35.09155111度 東経139.00186167度
- 熱海,三島 - 地理院地図
- 静岡県函南町平井 - Google マップ